# Мапа пута
Мапа пута (ен: Road map), новији термин у српском језику. Представља списак, најчешће политичких активности, да би се дошло до одређеног резултата - решења. Активности су поређане редом како треба да се одвијају, колико да свака од њих траје, када започиње и када се завршава.
Претпоставка је да током процеса реализације, у случају да су у питању преговори, свака од заинтересованих страна чини одређене уступке.
Примери за „Мапу пута“ су активности за постизање мира на Блиском истоку, активности које поједина држава треба да уради да би била примљена у Европску унију, поступак за стављање једне државе на „Белу шенгенску листу“ и сл...